# 대한민국 형법 제260조
대한민국 형법 제260조는 폭행, 존속폭행에 대한 형법 각칙의 조문이다.

## 조문
제260조(폭행, 존속폭행) ① 사람의 신체에 대하여 폭행을 가한 자는 2년 이하의 징역, 500만원 이하의 벌금, 구류 또는 과료에 처한다. <개정 1995.12.29>
② 자기 또는 배우자의 직계존속에 대하여 제1항의 죄를 범한 때에는 5년 이하의 징역 또는 700만원 이하의 벌금에 처한다. <개정 1995.12.29>
③ 제1항 및 제2항의 죄는 피해자의 명시한 의사에 반하여 공소를 제기할 수 없다. <개정 1995.12.29>

## 비고 조문
일본형법
(폭행)

제208조 폭행을 가한 자는 사람이 상해에 이르지 아니한 때에는 2년 이하의 징역이나 30만엔 이하의 벌금, 구류 또는 과료에 처한다.

## 참고 조문
폭력행위 등 처벌에 관한 법률

제2조(폭행 등)
② 2명 이상이 공동하여 다음 각 호의 죄를 범한 사람은 「형법」 각 해당 조항에서 정한 형의 2분의 1까지 가중한다. <개정 2016.1.6.>

군형법

제62조(가혹행위) ① 직권을 남용하여 학대 또는 가혹한 행위를 한 사람은 5년 이하의 징역에 처한다.
② 위력을 행사하여 학대 또는 가혹한 행위를 한 사람은 3년 이하의 징역 또는 700만원 이하의 벌금에 처한다.
[전문개정 2009.11.2]

형법

제107조(외국원수에 대한 폭행 등) ① 대한민국에 체재하는 외국의 원수에 대하여 폭행 또는 협박을 가한 자는 7년 이하의 징역이나 금고에 처한다.

제108조(외국사절에 대한 폭행 등) ① 대한민국에 파견된 외국사절에 대하여 폭행 또는 협박을 가한 자는 5년 이하의 징역이나 금고에 처한다.

## 사례
- 졸업식 후 교사의 지시에 불응하고 계속 계란이나 밀가루를 다른 학생에게 던지는 행위는 폭행에 해당할 수 있다[1]
- A가 공장에서 동료 B와 말다툼을 하던 중 동료 B의 삿대질을 하는 경우 이는 폭행에 해당할 수 있다[2].
- 비닐봉지에 넣어 둔 인분을 타인가의 앞마당에 던지 경우는 폭행이 아니다[3].
- 경찰관이 공무를 집행하고 있는 파출소 사무실의 바닥에 인분이 들어있는 물통을 집어던지고 책상위에 있던 재떨이에 인분을 퍼 담아 사무실 바닥에 던지는 행위는 동 경찰관에 대한 폭행이다[4].
- 안수기도에 수반하는 신체적 행위가 단순히 손을 얹거나 약간 누르는 정도가 아니라 그것이 지나쳐서 가슴과 배를 반복하여 누르거나 때려 그로 인하여 사망에 이른 것과 같은 정도의 것이라면, 이는 사람의 신체에 대한 유형력의 행사로 폭행의 개념에 속한다[5].
- 폭행은 그 성질상 반드시 신체상 가해의 결과를 야기함에 족한 완력행사가 있음을 요하지 아니하고 육체상 고통을 수반하는 것도 요하지 아니하므로 폭언을 수차 반복하는 것도 폭행이다[6].
- 甲이 시비를 만류하면서 조용히 얘기나 하자며 乙의 팔을 잡아 2∼3회 끌어 당긴 행위는 형법 제260조 제1항 소정의 폭행죄에 해당한다고 볼 수 없다.[7]

## 판례
- 형법 제260조에 규정된 폭행죄는 사람의 신체에 대한 유형력의 행사를 가리키며, 그 유형력의 행사는 신체적 고통을 주는 물리력의 작용을 의미하므로 신체의 청각기관을 직접적으로 자극하는 음향도 경우에 따라서는 유형력에 포함될 수 있다[8].

### 물건에 대한 유형력 행사
폭행이란 사람에 대한 유형력의 행사 등 불법한 공격을 뜻하고 그 대상은 사람의 신체이다.

### 공무집행방해죄의 폭행
- 민주사회에서 공무원의 직무수행에 대한 시민들의 건전한 비판과 감시는 가능한 한 널리 허용되어야 한다는 점에서 볼 때, 공무원의 직무 수행에 대한 비판이나 시정 등을 요구하는 집회·시위 과정에서 일시적으로 상당한 소음이 발생하였다는 사정만으로는 이를 공무집행방해죄에서의 음향으로 인한 폭행이 있었다고 할 수는 없다. 그러나 의사전달수단으로서 합리적 범위를 넘어서 상대방에게 고통을 줄 의도로 음향을 이용하였다면 이를 폭행으로 인정할 수 있을 것인바, 구체적인 상황에서 공무집행방해죄에서의 음향으로 인한 폭행에 해당하는지 여부는 음량의 크기나 음의 높이, 음향의 지속시간, 종류, 음향발생 행위자의 의도, 음향발생원과 직무를 집행 중인 공무원과의 거리, 음향발생 당시의 주변 상황을 종합적으로 고려하여 판단하여야 한다[10].

### 반의사불벌죄
- 처벌불원의 의사표시는 의사능력이 있는 피해자가 단독으로 할 수 있는 것이고, 피해자가 사망한 후 그 상속인이 피해자를 대신하여 처벌불원의 의사표시를 할 수는 없다(생일빵사건)[11]

## 같이 보기
- 폭력
- 폭행죄